# João Gabriel da Silva
João Gabriel da Silva (14. srpnja 1984.) je brazilski nogometaš. Trenutačno igra za NK Primorje. Igra na poziciji veznog igrača.
Do sada je nastupao za:
- Boa Esperanca
- Passense FC
- NK Solin
- HNK Šibenik
- NK Primorje (trenutačno)